# Alchemilla niphogeton
Alchemilla niphogeton är en rosväxtart som beskrevs av Robert Buser och Pampan.. Alchemilla niphogeton ingår i släktet daggkåpor, och familjen rosväxter. Inga underarter finns listade i Catalogue of Life.